# Pedro Numa Soto
Pedro Numa Soto y Martínez (Goya, 13 de mayo de 1871 - Corrientes, ca. 1955) fue un abogado y político argentino, que ejerció el cargo de Gobernador de la provincia de Corrientes en dos oportunidades durante la Década Infame.

## Biografía
Era hijo de Fermín Soto y de Octavia Martínez, ambos correntinos. Era sobrino del gobernador liberal Juan Esteban Martínez y del coronel Plácido Martínez. Estudió en el Colegio Nacional de Buenos Aires y en la Universidad de la misma ciudad, donde se doctoró en jurisprudencia. Desde joven militó en política, concurrió a los mítines del Jardín Florida y del Frontón Buenos Aires, que dieron nacimiento a la Unión Cívica; fue uno de los fundadores de la Unión Cívica Radical de la provincia de Corrientes. En 1906 fundó y dirigió el periódico Las Unión en su ciudad natal, por medio del cual apoyó las posiciones de la UCR.
En 1916 fue elegido Senador Nacional; tuvo varios desacuerdos con la política del presidente Hipólito Yrigoyen y se unió a la fracción Antipersonalista de la UCR. El presidente Marcelo T. de Alvear lo nombró presidente de la Caja Nacional de Jubilaciones. Se alejó de la política durante la segunda presidencia de Yrigoyen.
Tras el golpe de Estado de 1930, los partidos Liberal y Autonomista no lograron acordar una política en común, y en las elecciones de noviembre de 1931 el autonomismo obtuvo 3000 votos menos que los liberales. El Colegio Electoral se reunió repetidamente, con varios escándalos, de modo que —llegada la fecha en que debía asumir el nuevo gobernador— debió asumir el cargo interinamente el presidente de la legislatura. Finalmente, los autonomistas y antipersonalistas —que habían obtenido 5700 votos— acordaron una alianza, por la cual se turnarían en el gobierno: con la ausencia de los liberales, pero sumando el único voto socialista fue elegido gobernador Pedro Soto, acompañado por el autonomista Pedro Resoagli como vicegobernador.
Su gestión estuvo marcada por la crisis económica permanente, y no se hicieron grandes obras públicas por falta de fondos. En tanto, ya en la Cámara Alta de la Nación, Soto tendrá varios desacuerdos con la política del presidente Hipólito Yrigoyen y se unirá a la fracción Antipersonalista de la U.C.R.
Se creó la Dirección Provincial de Vialidad, la Colonia Leprosario, intento inscribir a todos los niños en el Registro Civil, y se habilitó la posibilidad del voto de los ciudadanos fuera de la mesa electoral en que estuvieran asignados; esta medida fue aprovechada para extender el fraude electoral que caracterizó a la llamada Década Infame.
La revolución del teniente coronel Gregorio Pomar en Concordia (Entre Ríos) coincidió con una invasión desde el Brasil a Paso de los Libres, que terminó en una caótica persecución de los rebeldes, entre los que se contaba el joven Arturo Jauretche; también la ciudad de Santo Tomé fue ocupada brevemente por los revolucionarios; en total, los rebeldes tuvieron casi 50 muertos.
Fue sucedido en el cargo por el autonomista Juan Francisco Torrent y fue elegido diputado nacional para el período 1936-1940. Fue nuevamente candidato a la gobernación en 1940, acompañado por el autonomista Carlos Álvarez Colodrero; elegido con los votos de su partido y del autonomismo, asumió el 4 de mayo de ese año, y fueron sus ministros Pedro Resoagli, Francisco Riera, Pedro Bonastre y Mario Ávalos Billinghurst. El 29 de diciembre de 1933 se sublevan fuerzas radicales correntinas que estaban dirigidas por Roberto Bosch. Se registran enfrentamientos armados en Paso de los Libres y Santo Tomé contra fuerzas terrestres y de aviación, las que estaban comandadas por Adolfo L. Giorello. Triunfan las fuerzas leales al Gobierno, fracasando la intentona radica
Esta segunda gestión fue más activa que la primera: se organizaron comisiones de fomento en varios pueblos, como Tapebicuá, Cruz de los Milagros, Perugorría, Estación Torrent y Colonia Liebig's, y se aumentó la extensión de la actual ciudad de Gobernador Valentín Virasoro. Se crearon los departamentos de Esquina, Santo Tomé y Monte Caseros. Se creó la Corporación de Venta de Industrias Domésticas, para favorecer la comercialización de los artículos artesanales producidos en la provincia, especialmente por las escuelas "de artes y oficios" y el Patronato de Liberados.
Soto apoyó la política del presidente Roberto M. Ortiz, principalmente en cuanto a terminar con la corrupción y el fraude electoral; la renuncia y muerte de Ortiz lo dejó enfrentado con su sucesor, Ramón S. Castillo. El enfrentamiento estalló a raíz del fallecimiento del senador nacional Pedro Díaz Colodrero, ya que el presidente pretendió imponer a su sucesor, pero la legislatura correntina eligió al presidente del autonomismo, Elías Abad. Decidido a imponer su voluntad sobre las autonomías provinciales, apenas terminadas las sesiones ordinarias del Congreso Nacional, Castillo decretó la intervención federal de Corrientes.
Soto pasó sus últimos años alejado de la política y en la pobreza, abandonado por sus amigos y partidarios. Falleció en la ciudad de Corrientes el 25 de noviembre de 1962.